# Сифакс
Сифакс (на латински: Syphax, Syphaks; на гръцки: Σύφαξ; * 250 пр.н.е., Айн Темушент – † 201 пр.н.е., Тибур) e от 220 до 203 пр.н.е. цар на Западна Нумидия. Той управлява от своята столица Цирта, днешния алжирски Константин, племената масесили и част от масирите (берберите).

## Управление
През 210 пр.н.е. Рим изпраща Публий Попилий и още двама посланици до цар Сифакс в Нумидия. По времето на Втората пуническа война от 207 пр.н.е. Сифакс е първо съюзник на Рим против Картаген, скоро след това преминава на другата страна.
През 204 пр.н.е. се жени за Софонисба, красивата дъщеря на Хасдрубал Гискон, която преди това е сгодена за Масиниса, цар на Източна Нумидия.
През 203 пр.н.е. Сифакс е победен от Сципион Африкански с Гай Лелий и Масиниса в битката при Цирта. Сифакс е пленен от Масиниса и във вериги заведен в Тибур (днес Тиволи, Централна Италия). Воден е в триумфалното шествие на Сципион. Умира като затворник в Тибур.
Цирта става столица на цяла Нумидия на цар Масиниса, който по-късно се жени за вдовицата на Сифакс и своя бивша годеница Софонисба.